# Timacum Minus
Timacum Minus (alte denumiri: Ravna, Kuline, Gradište) este un sit arheologic situat lângă localitatea Ravna, la 8 km nord de Knjazevac în districtul Zaječar, pe malul râului Timocul Alb. Ravna este cea mai veche fortificație militară din Valea Timocului, care datează din perioada dintre secolele I și IV.a

## Istoricul săpăturilor arheologice
Primele săpături arheologice au avut loc între 1899 și 1902, sub conducerea lui Antun von Premerstein de la Institutul Arheologic Austriac și a profesorului Nikola Vulić de la Universitatea din Belgrad. Excavațiile moderne au început în 1975, sub auspiciile Institutului Arheologic din Belgrad și a Muzeului Local din Knjazevac. Prin cercetări sistematice, s-a confirmat existența unei cetăți, a unui așezământ cu băi termale și a unei necropole, iar pe malul Sfintei Treimi se afla o fortificație cu un templu dedicat "Cavalerului Trac".

## Fortificația
Materialul arheologic de pe acest sit este în mare parte expus în Muzeul Local Knjaževac și în parcul arheo-etnologic, unde a fost creat un lapidarium.

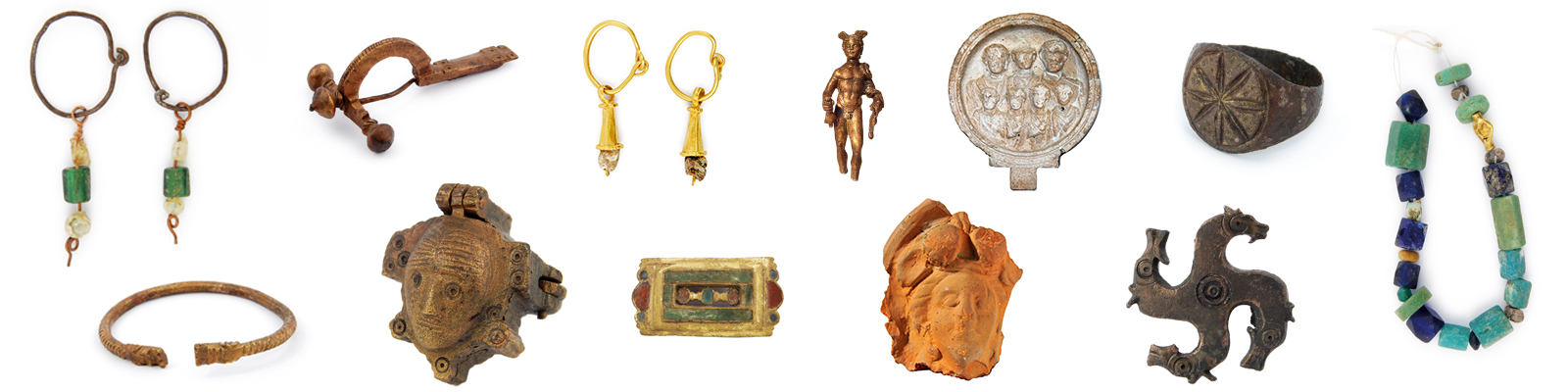
Situl arheologic

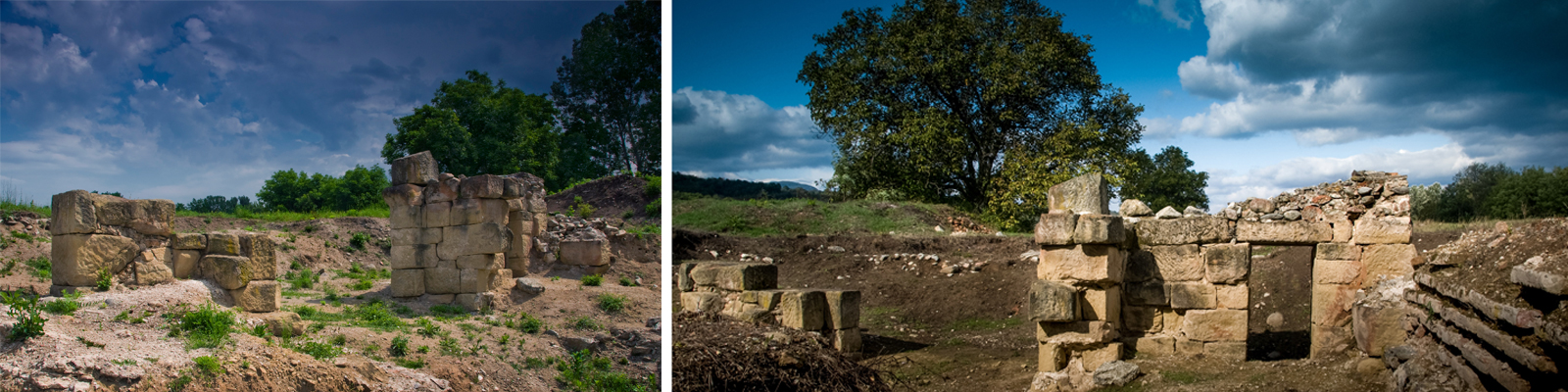

Castelul are o formă pătrată și acoperă o suprafață de aproximativ 2 hectare. Cea mai veche fortificație, construită în mijlocul sau la sfârșitul secolului I, era înconjurată de un șanț și consta în ziduri de pământ cu turnuri de lemn la colțuri și o palisadă. Într-o a doua fază, la începutul secolului al II-lea, a fost construită o fortificație de formă dreptunghiulară cu colțuri rotunjite și turnuri pătrate interioare. Poarta (latină), se afla în mijlocul zidului vestic, iar la nord exista o a doua intrare, de dimensiuni mai mici.
În etapa următoare de construcție, legată de perioada primelor incursiuni gotice pe teritoriul Gornje Mezije în ultima treime a secolului al III-lea, au fost ridicate în total 13 turnuri pătrate de caracter defensiv (parțial dispuse în afara liniei zidului), realizate din blocuri de nisip și calcar. În construcția turnurilor au fost folosite și altare și monumente funerare secundare. În această fază au fost restaurate porțile de vest și sud. Poarta sudică, descoperită în timpul săpăturilor din 1993-1995, reprezintă cea mai bine conservată și cercetată parte a fortificațiilor din această perioadă de construcție.
În această etapă, s-au efectuat restaurări la porțile de vest și sud. Poarta sudică, descoperită în timpul săpăturilor din 1993-1995, reprezintă cea mai bine conservată și cercetată parte a fortificațiilor din această perioadă.
Fortificația a fost ultima dată renovată în secolul al IV-lea, când, pe partea exterioară a zidului, au fost adăugate mari turnuri dreptunghiulare din rânduri alternante de piatră și cărămidă. Zidul a fost întărit, atingând o grosime de 3 m. Porțile de vest și sud au fost închise cu aceste turnuri masive. Această fortificație a suferit într-un incendiu, cel mai probabil în timpul invaziilor hunilor din anul 441. După această distrugere, castelul nu a fost reconstruit.
În interiorul fortificației se găseau diverse construcții, precum horrea, Principia, etc. La sud de fortificația militară, de-a lungul drumului care ducea de la Naissus către fortificație, s-a dezvoltat un așezământ civil. Pe malul Timocului au fost descoperite băi termale. De asemenea, au fost identificate necropole, printre care Slog cu 140 de morminte, cercetate în timpul săpăturilor de protecție în perioada 1994-1996. Din descoperiri au rezultat bijuterii, vase de ceramică și sticlă, monede, unelte, arme etc.

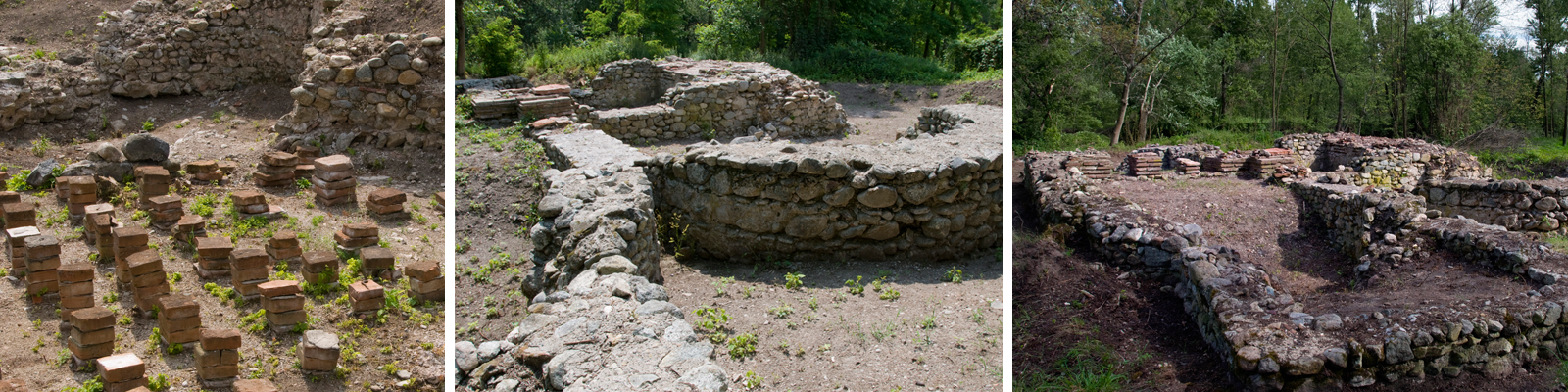
Situl arheologic

A fost centrul administrativ al unei regiuni miniere, cu activitate principală în prelucrarea minereului de cupru. La conducerea acestei regiuni (latină) se aflau un procurator al provinciei și comandantul unei legiuni. Cea mai veche fortificație datează din mijlocul secolului I, când aici era staționată o cohortă romană (latină) sub comanda lui Vecilius Modestus, înlocuită în jurul anului 169 de către (latină).

## Galerie

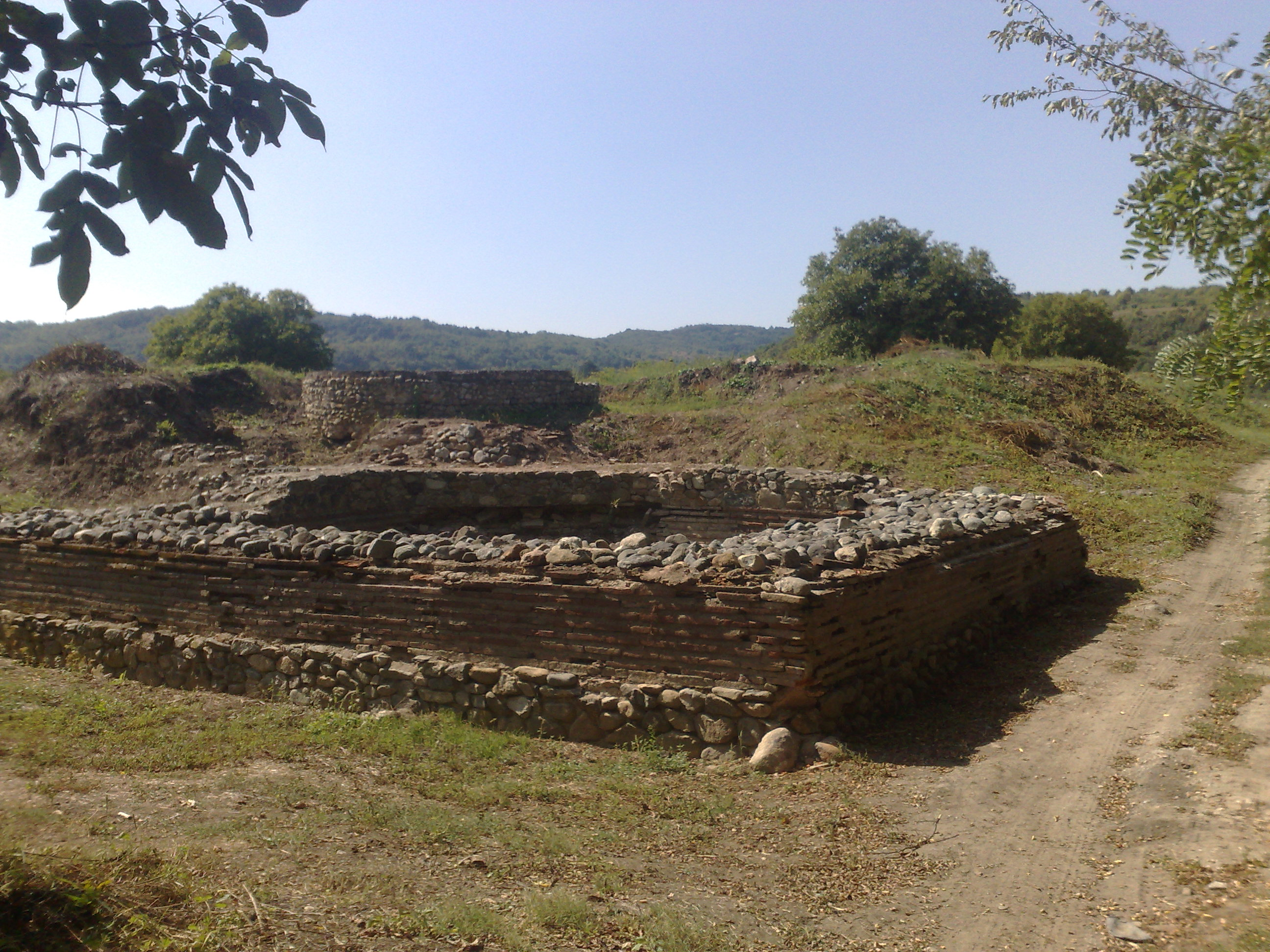
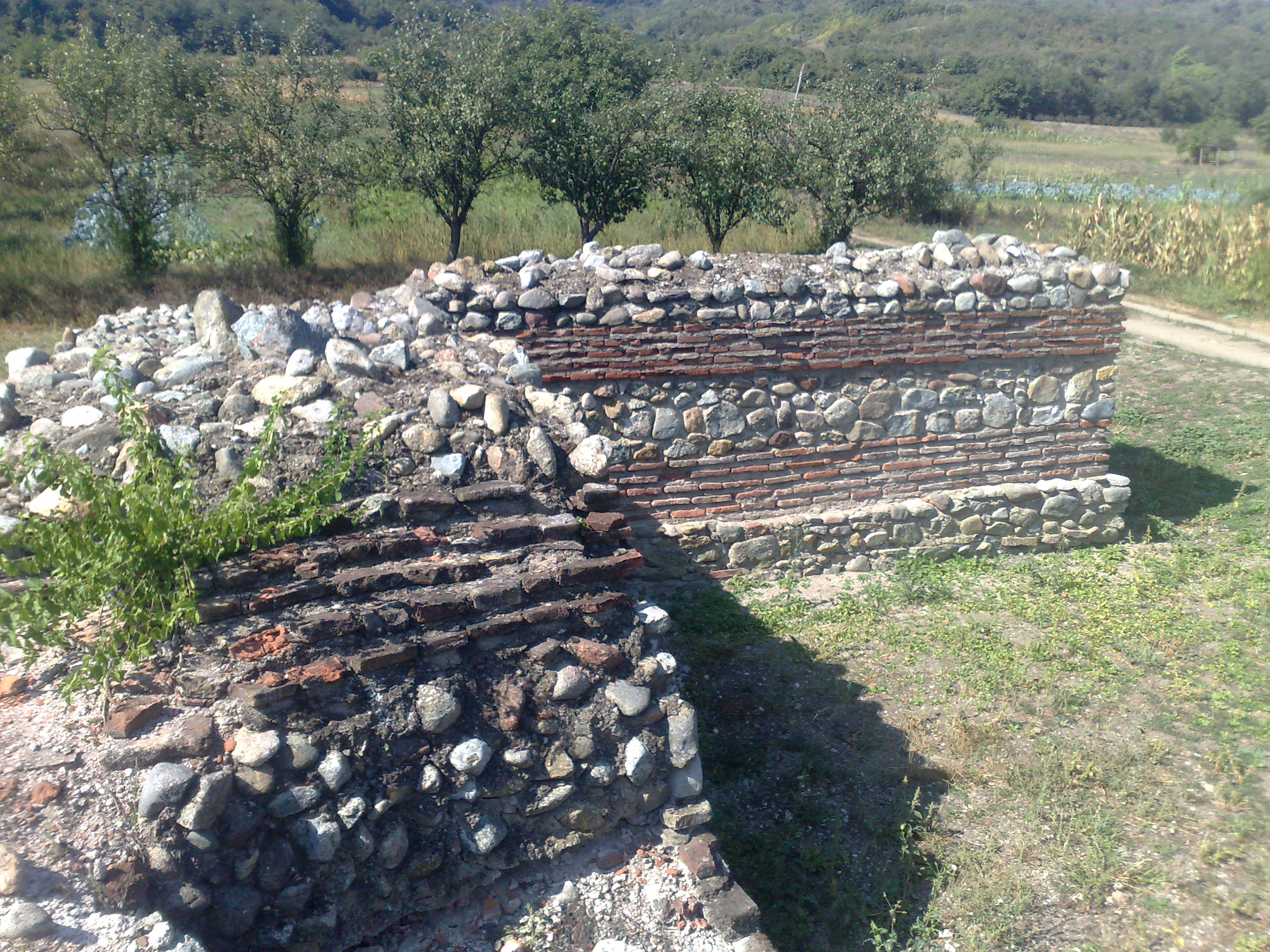
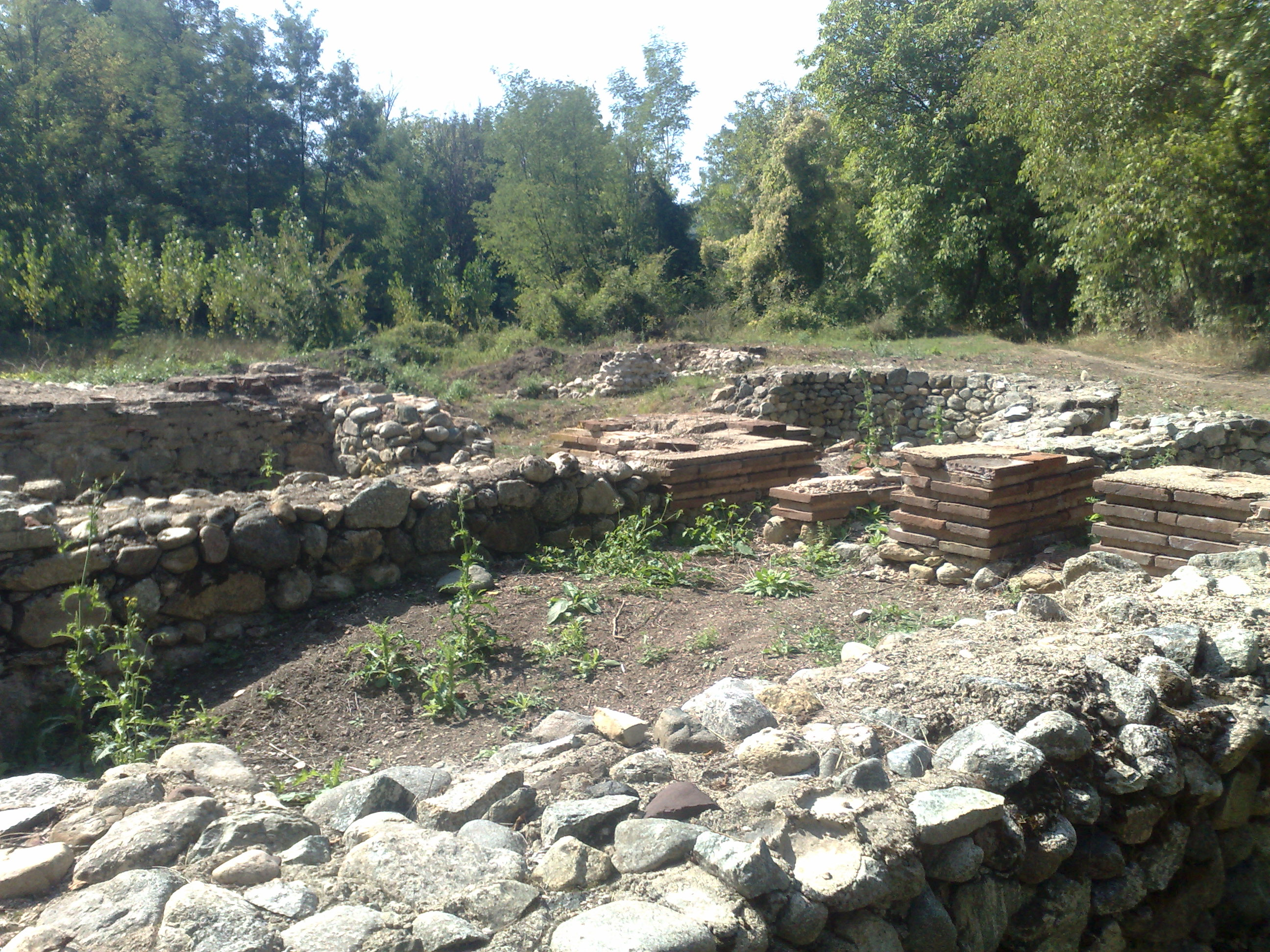
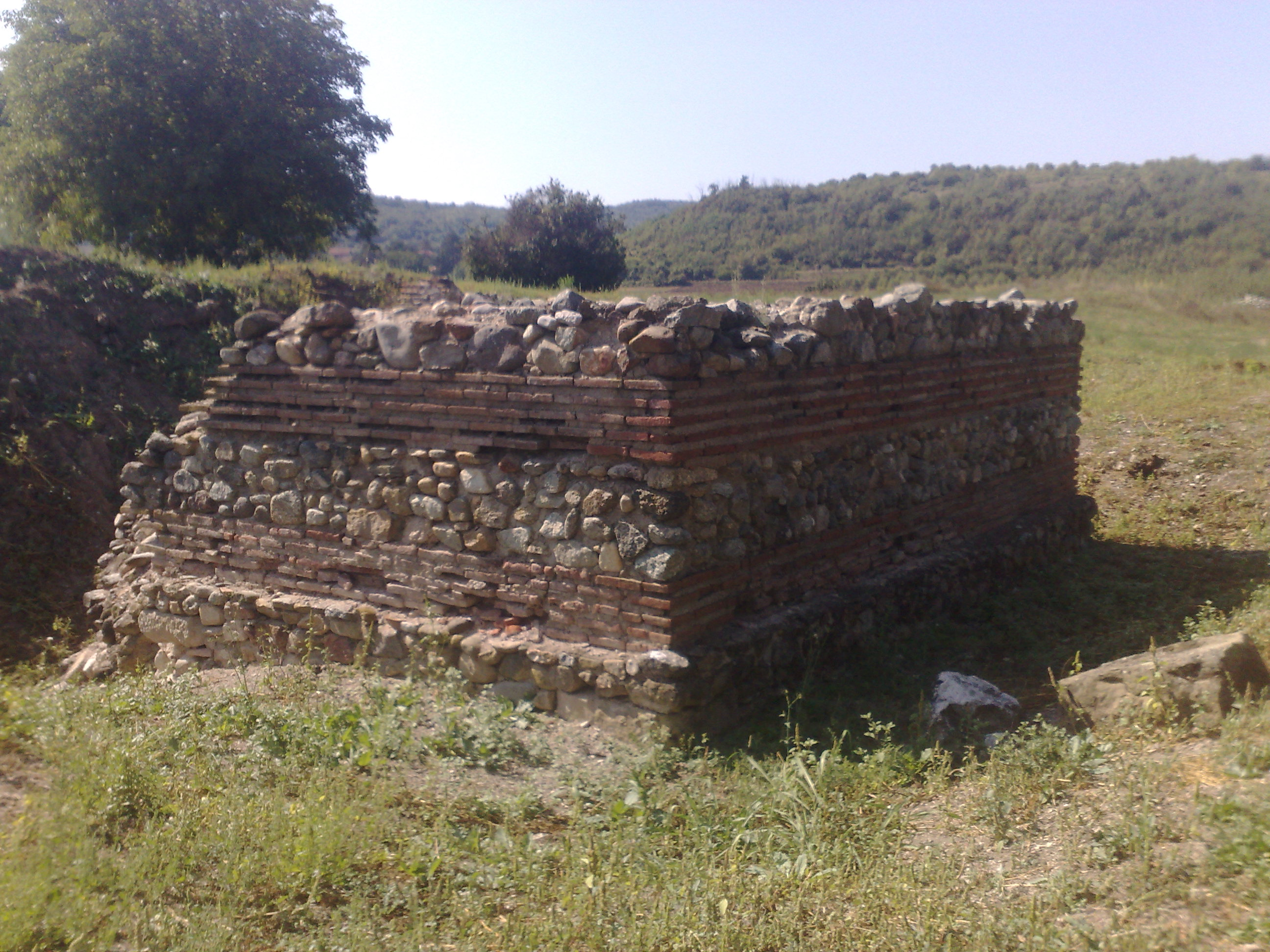
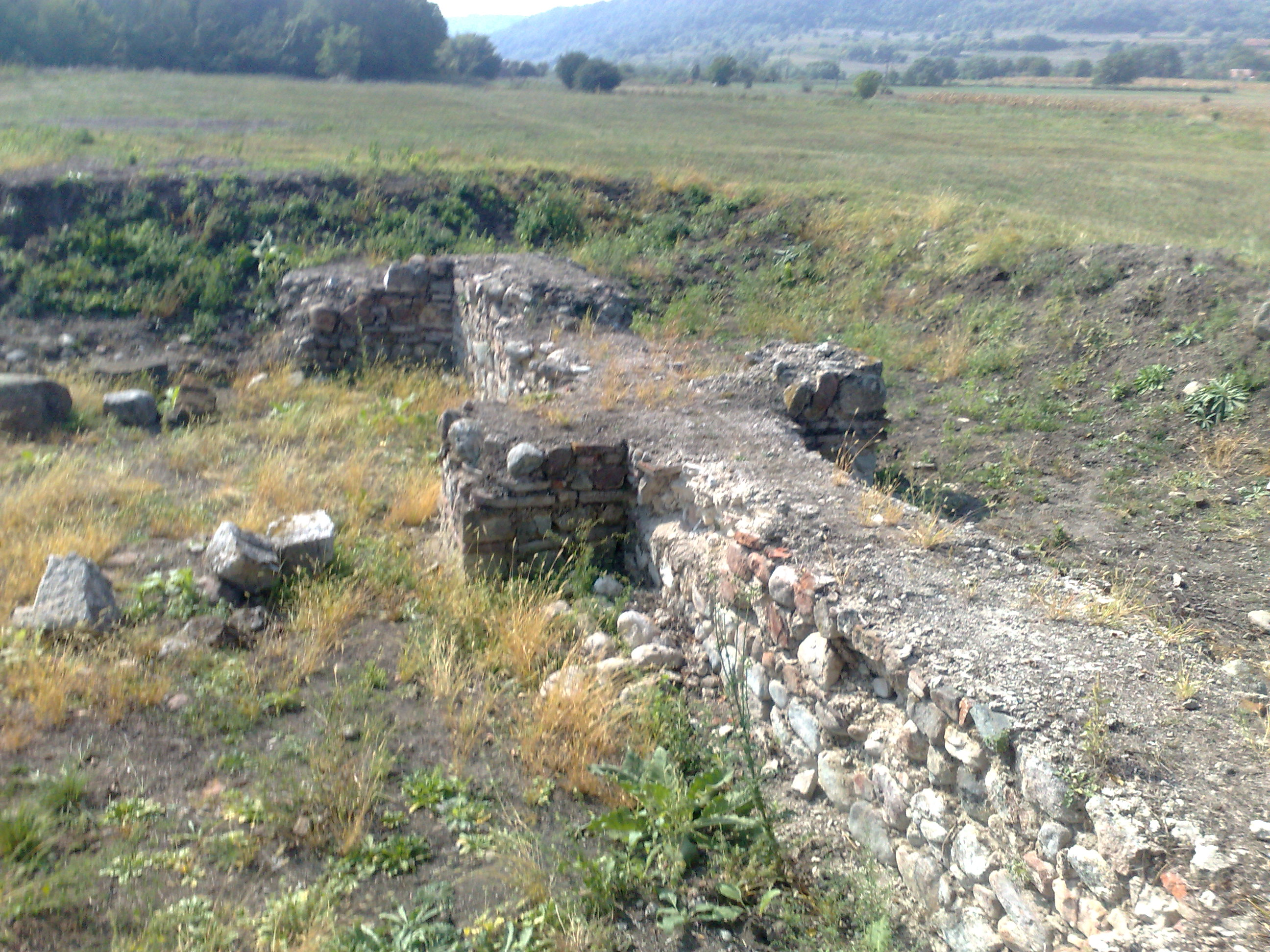
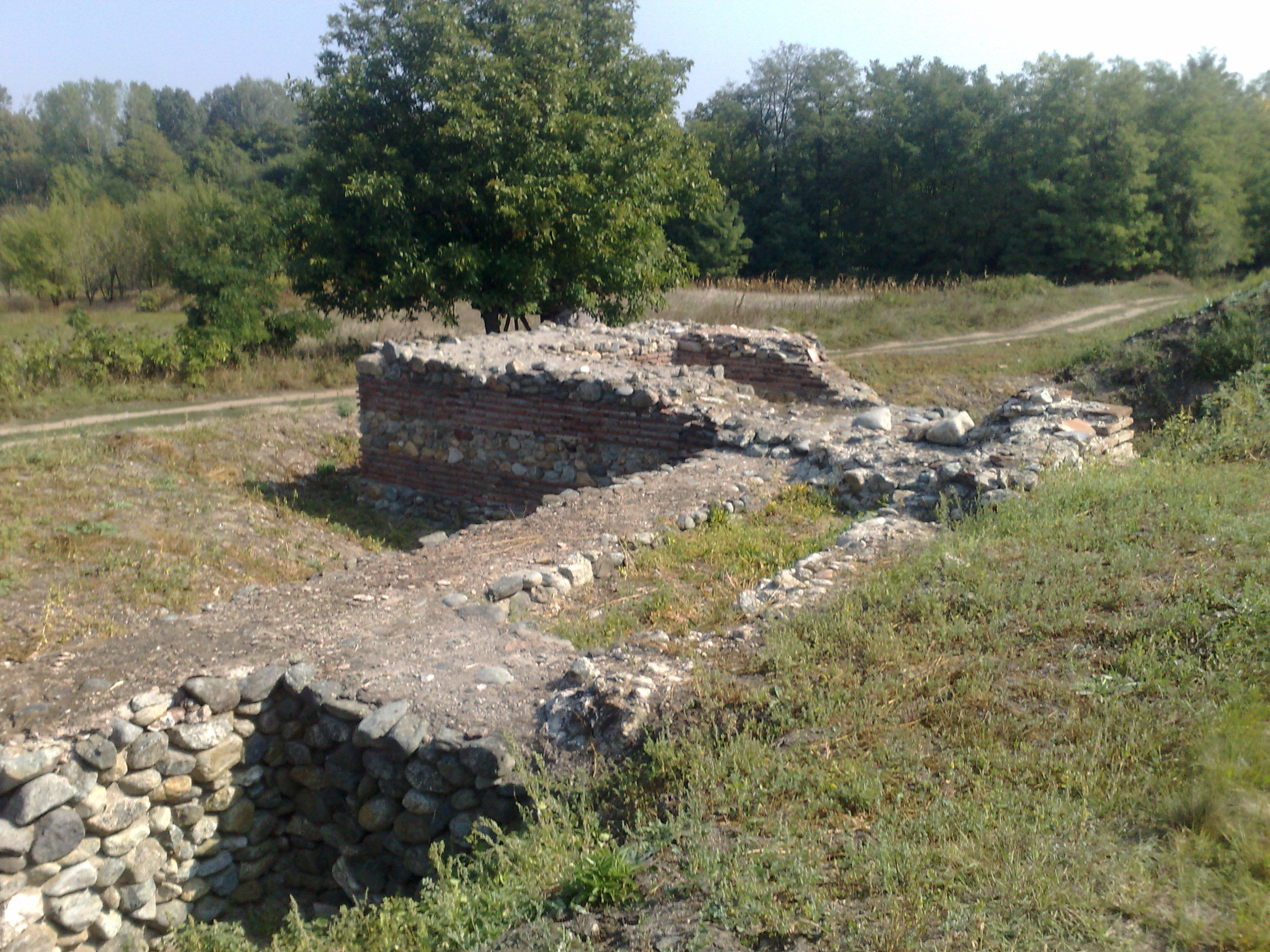
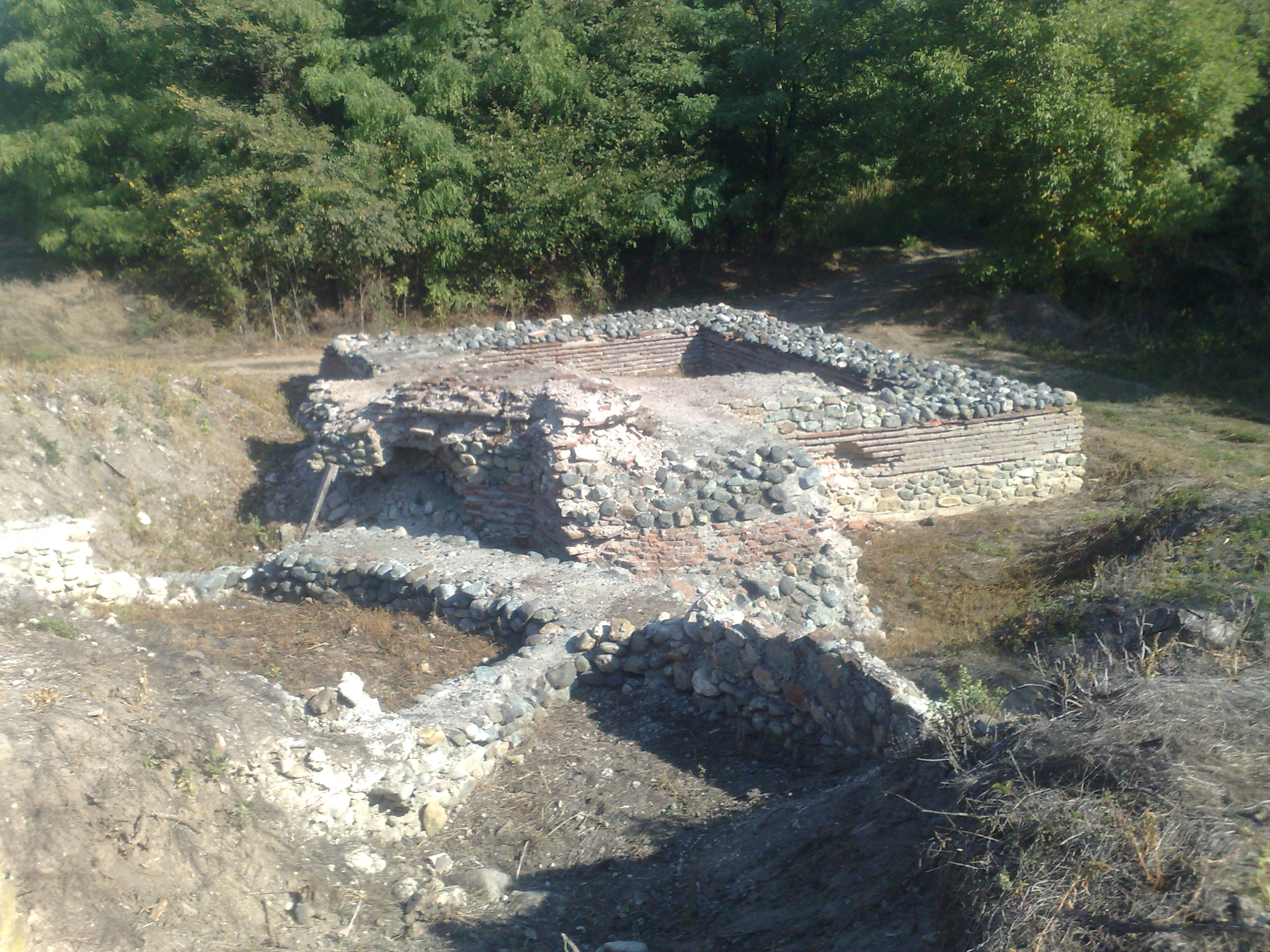
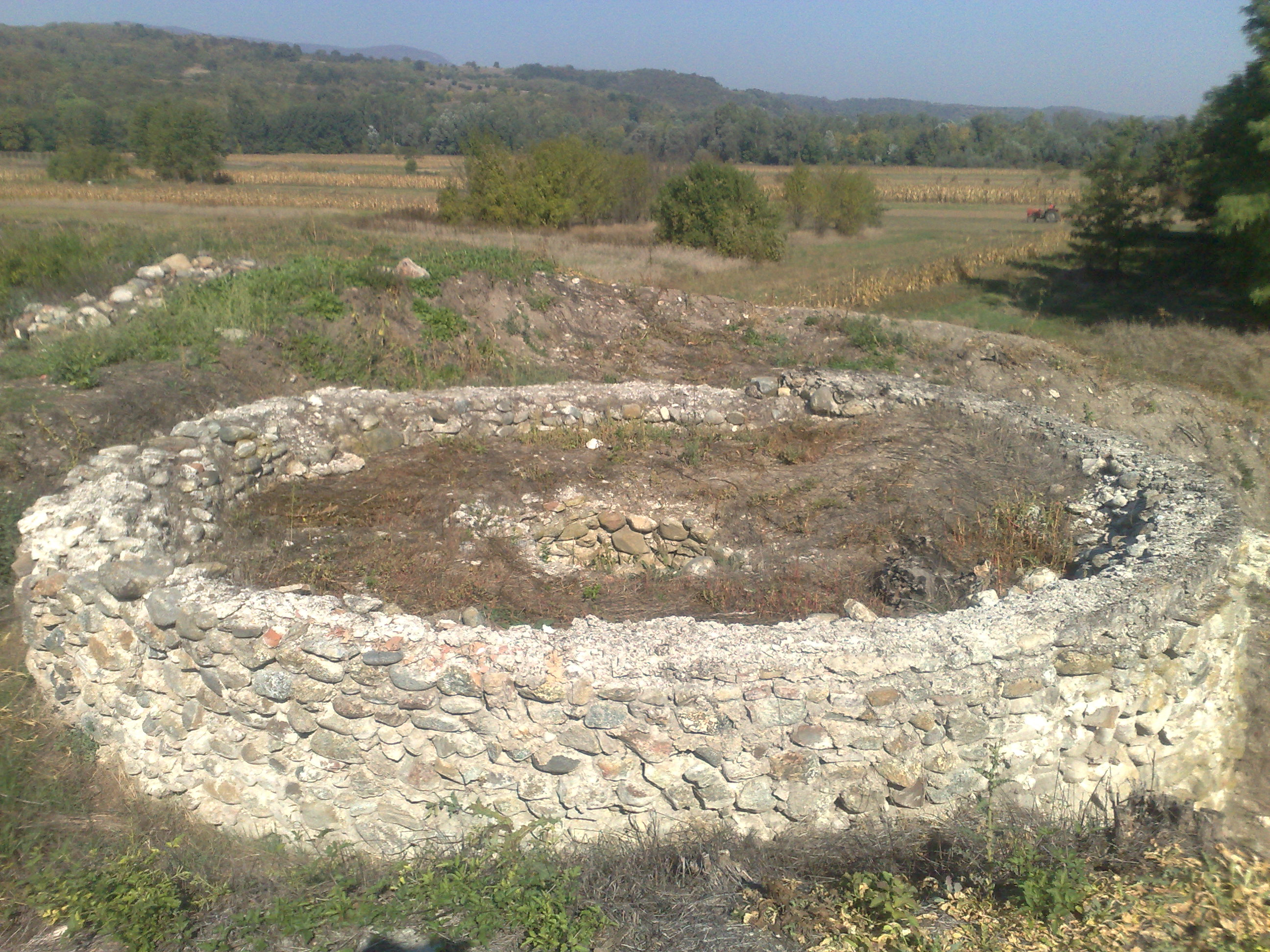
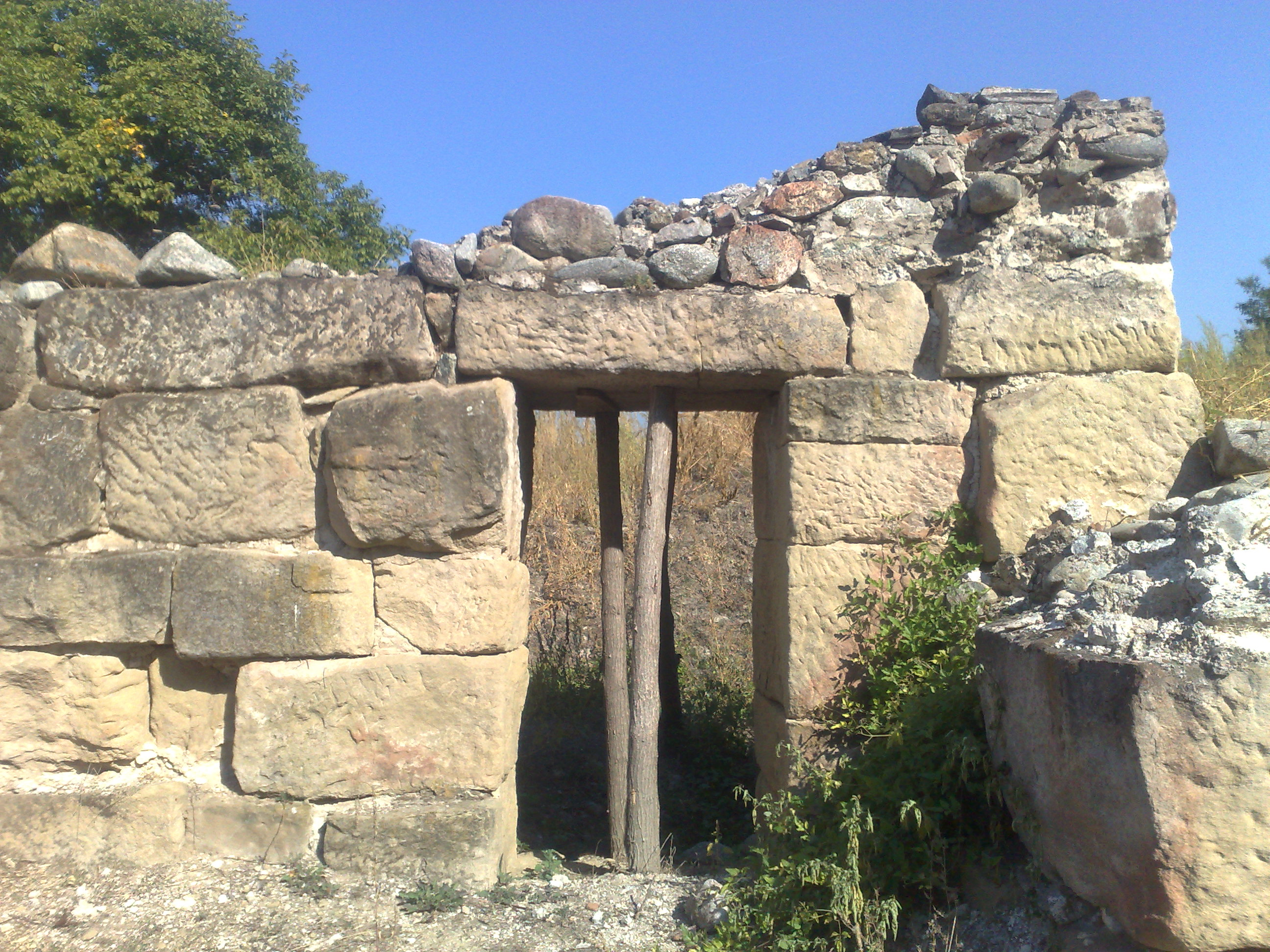
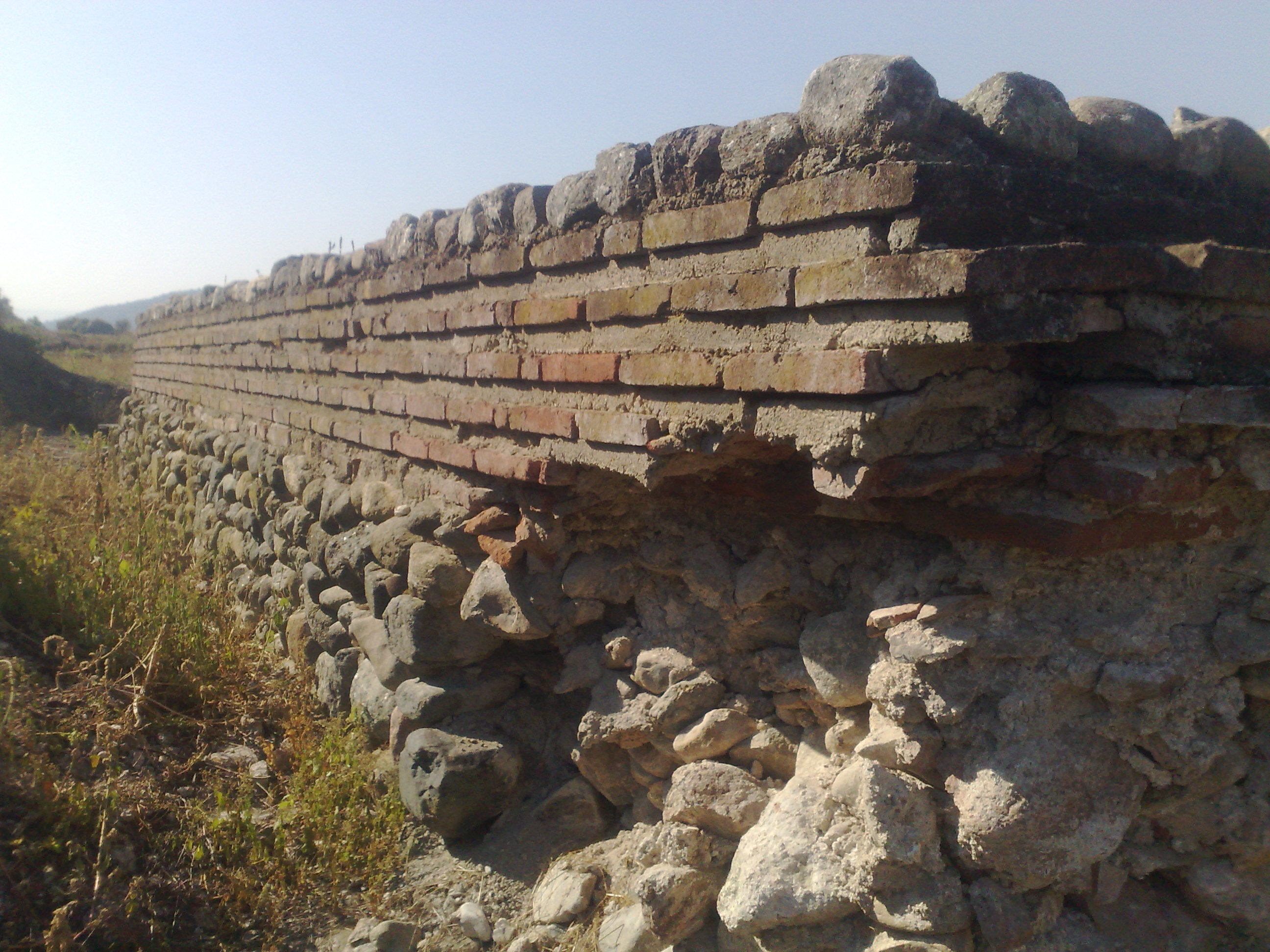
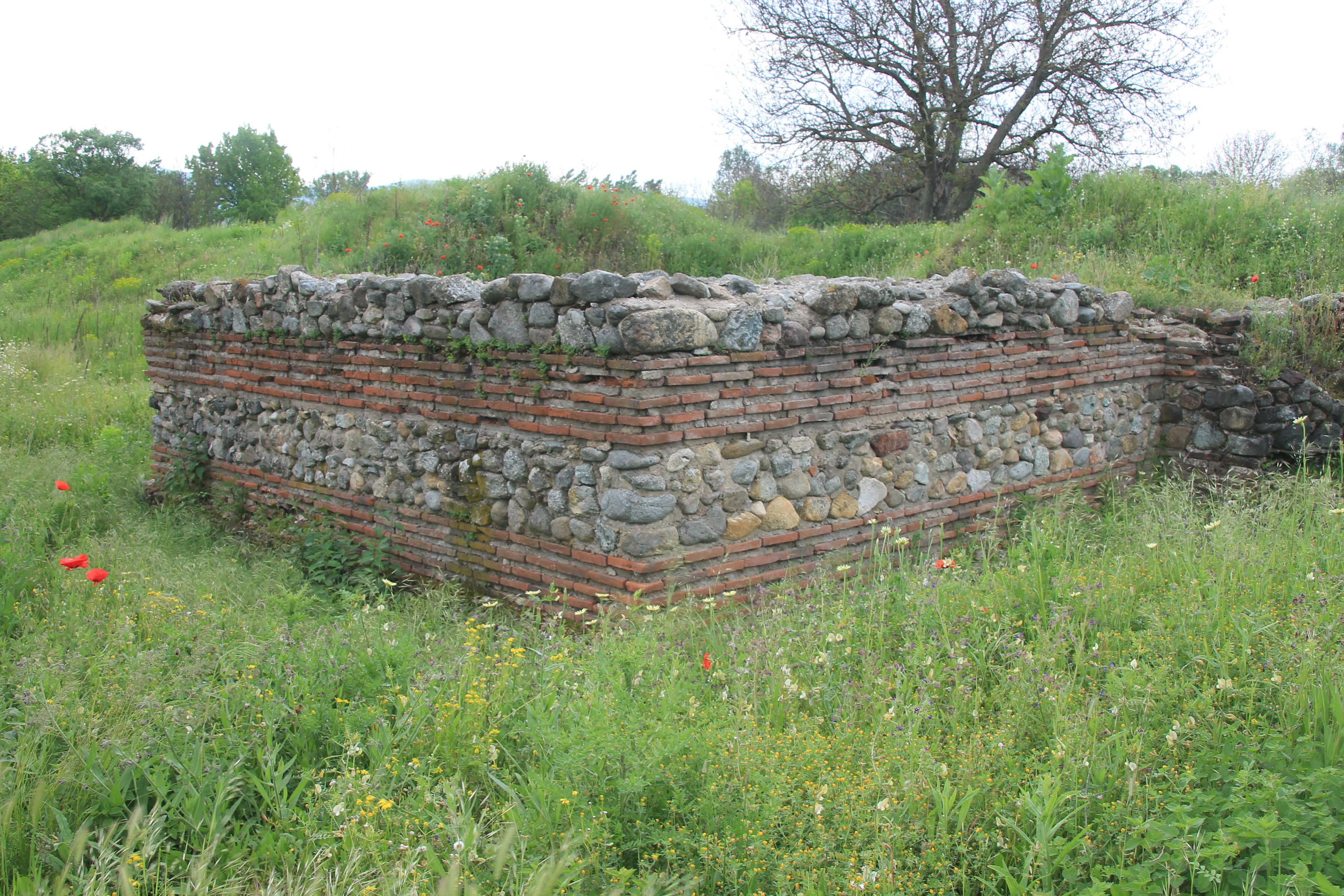
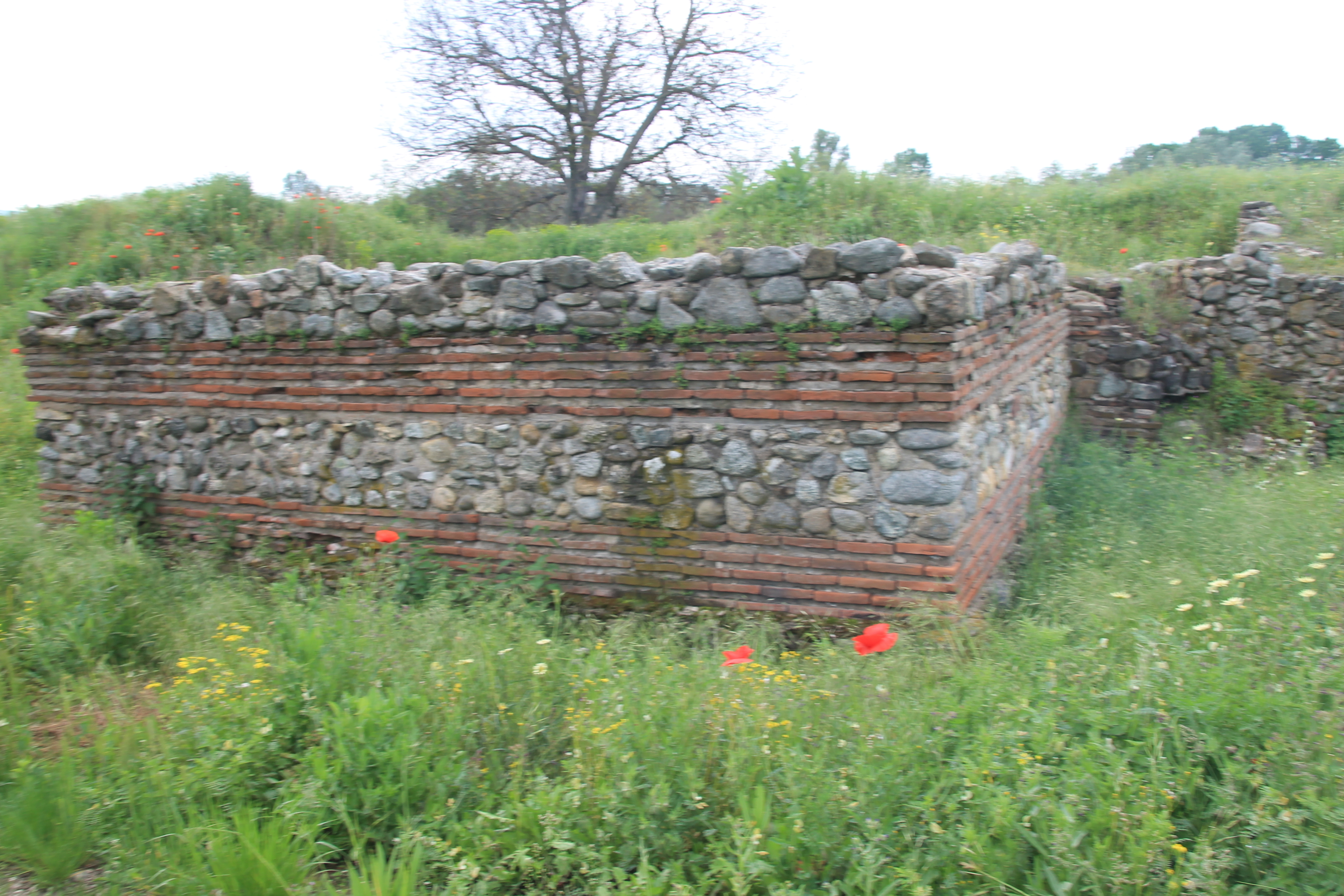
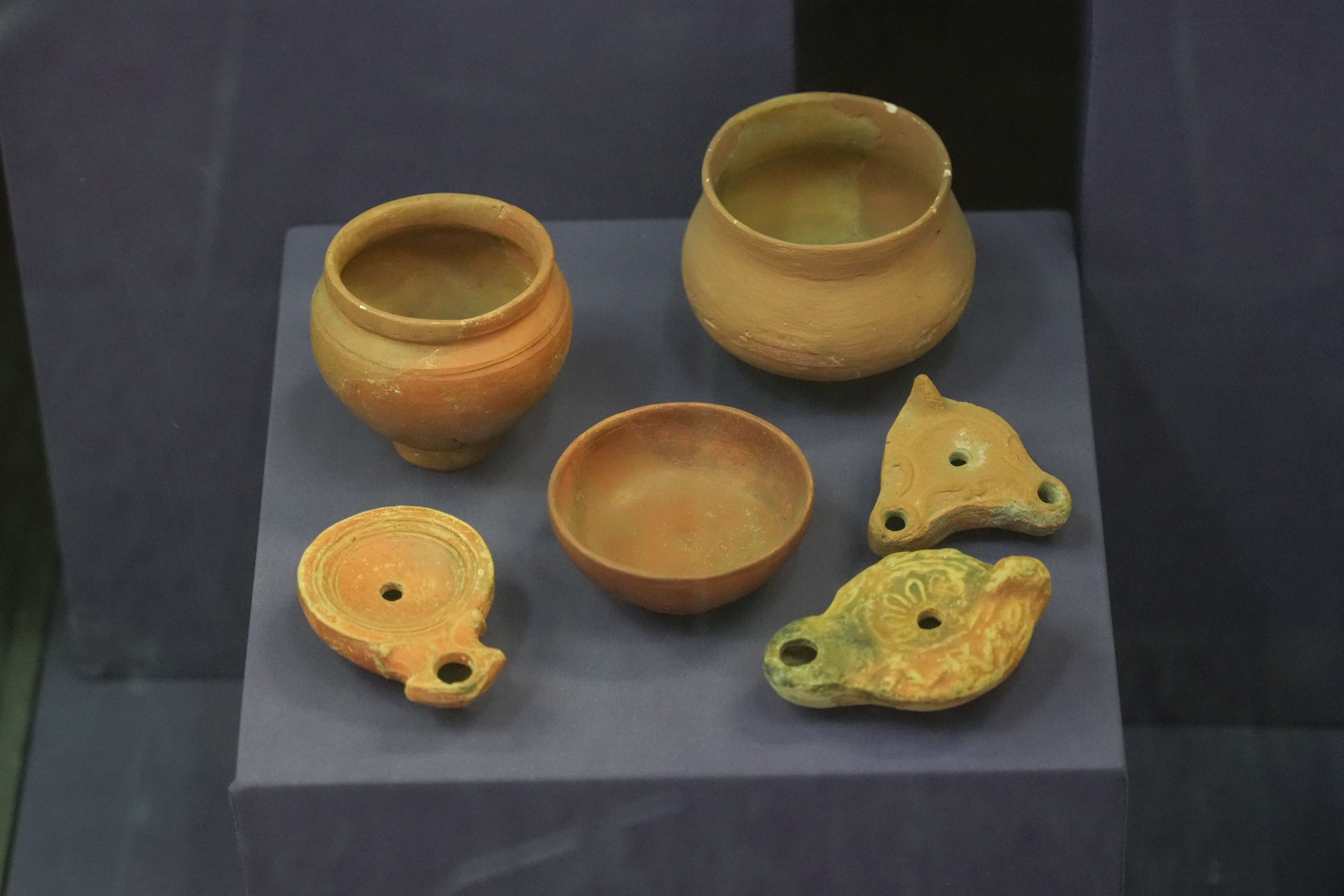
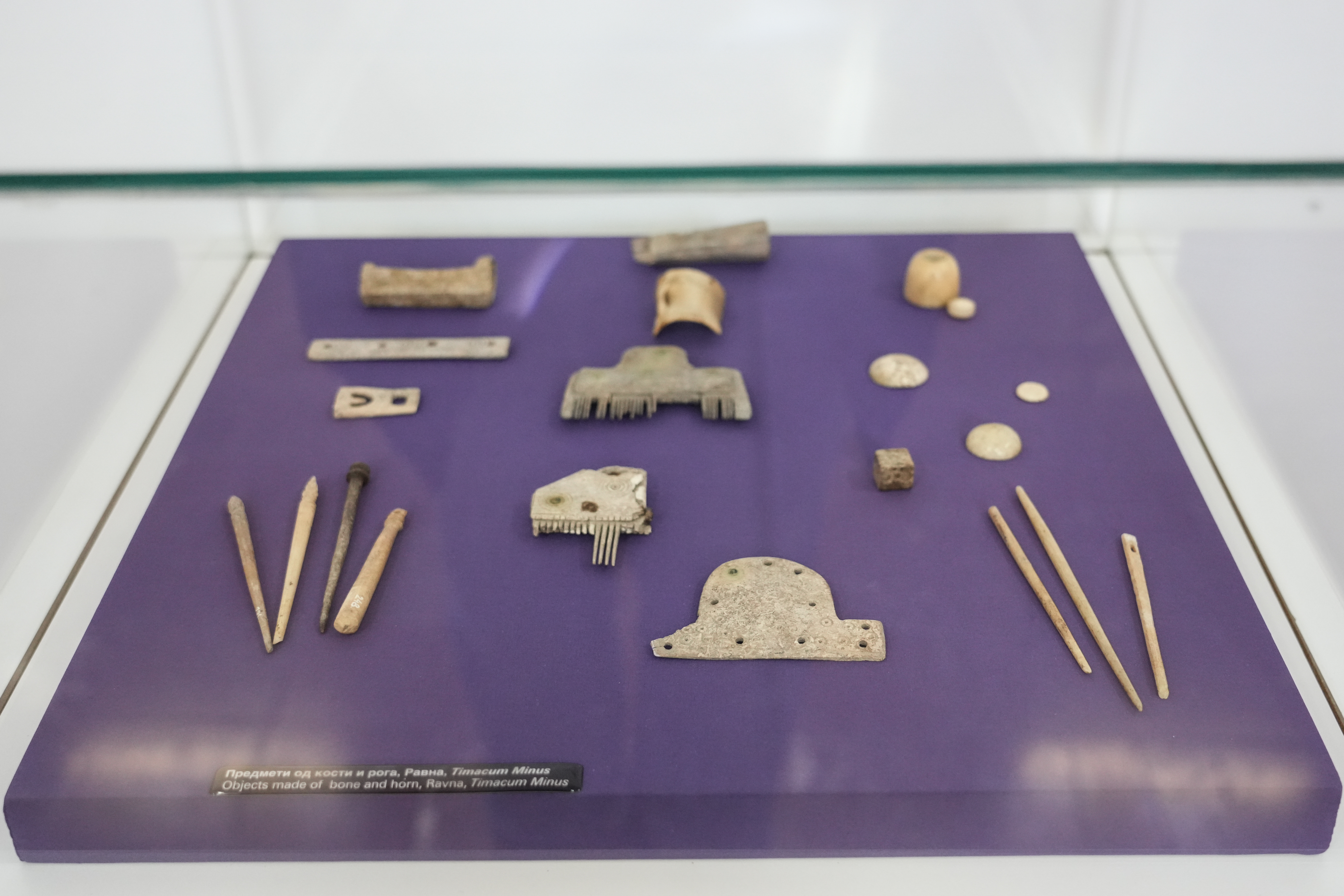
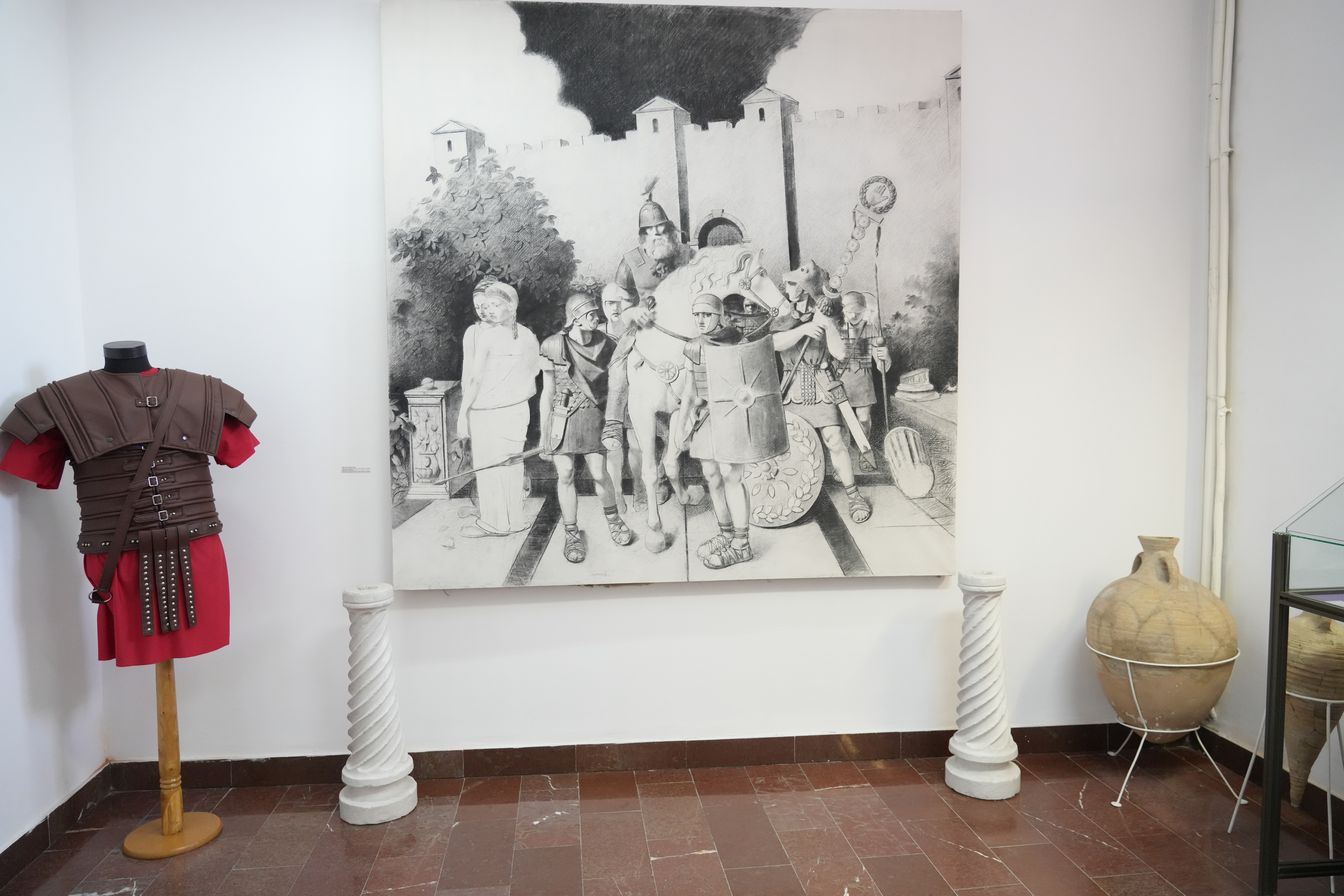
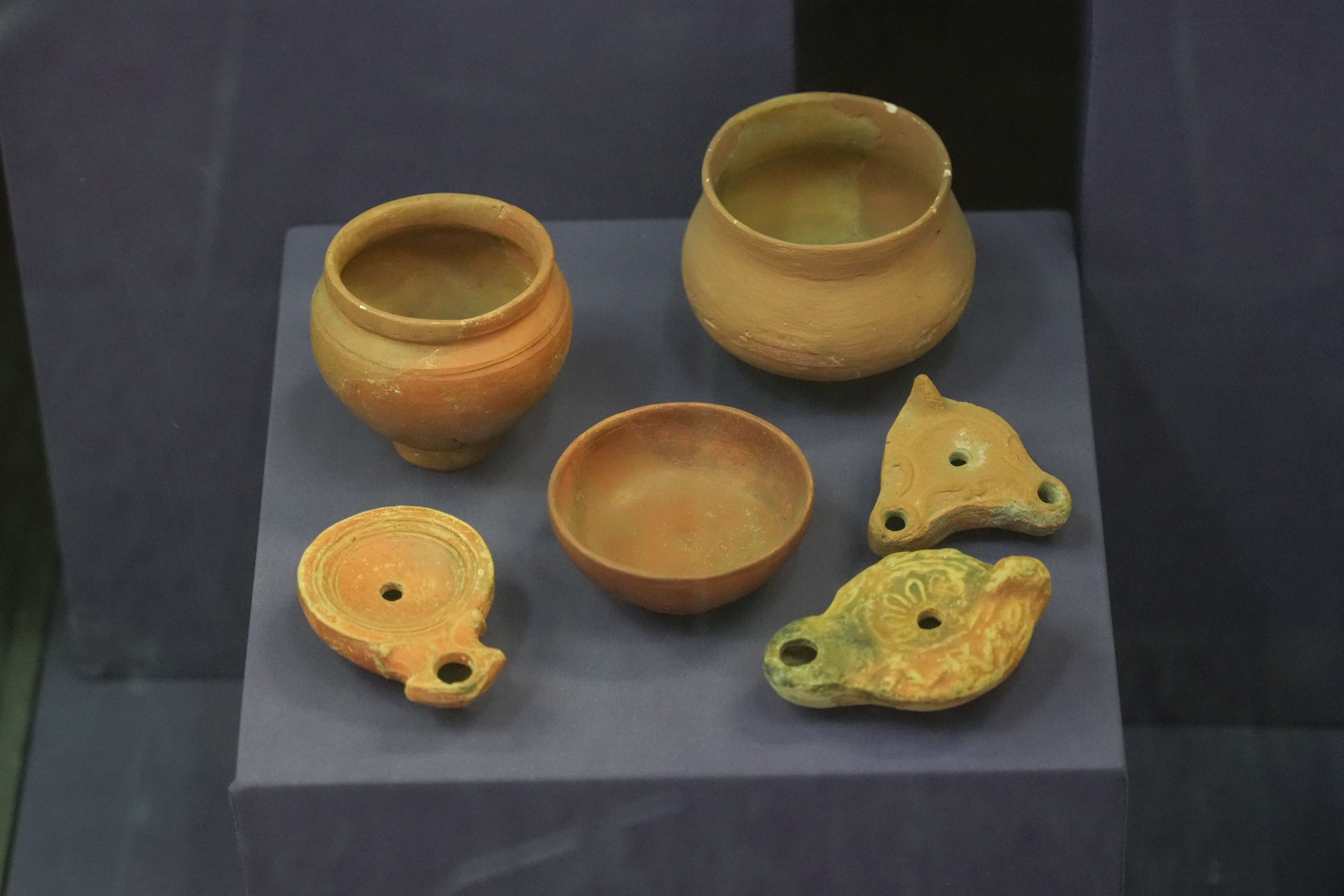
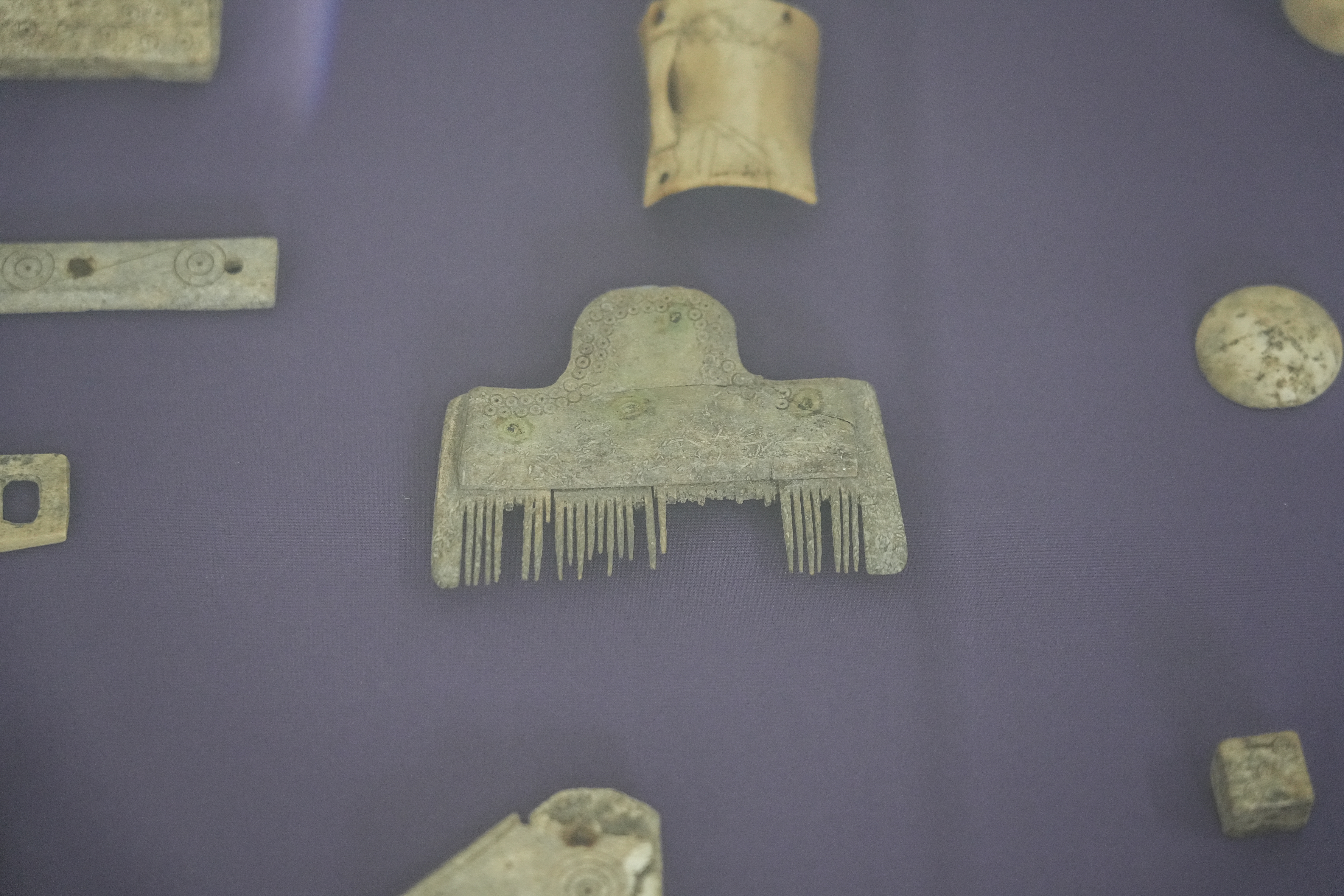
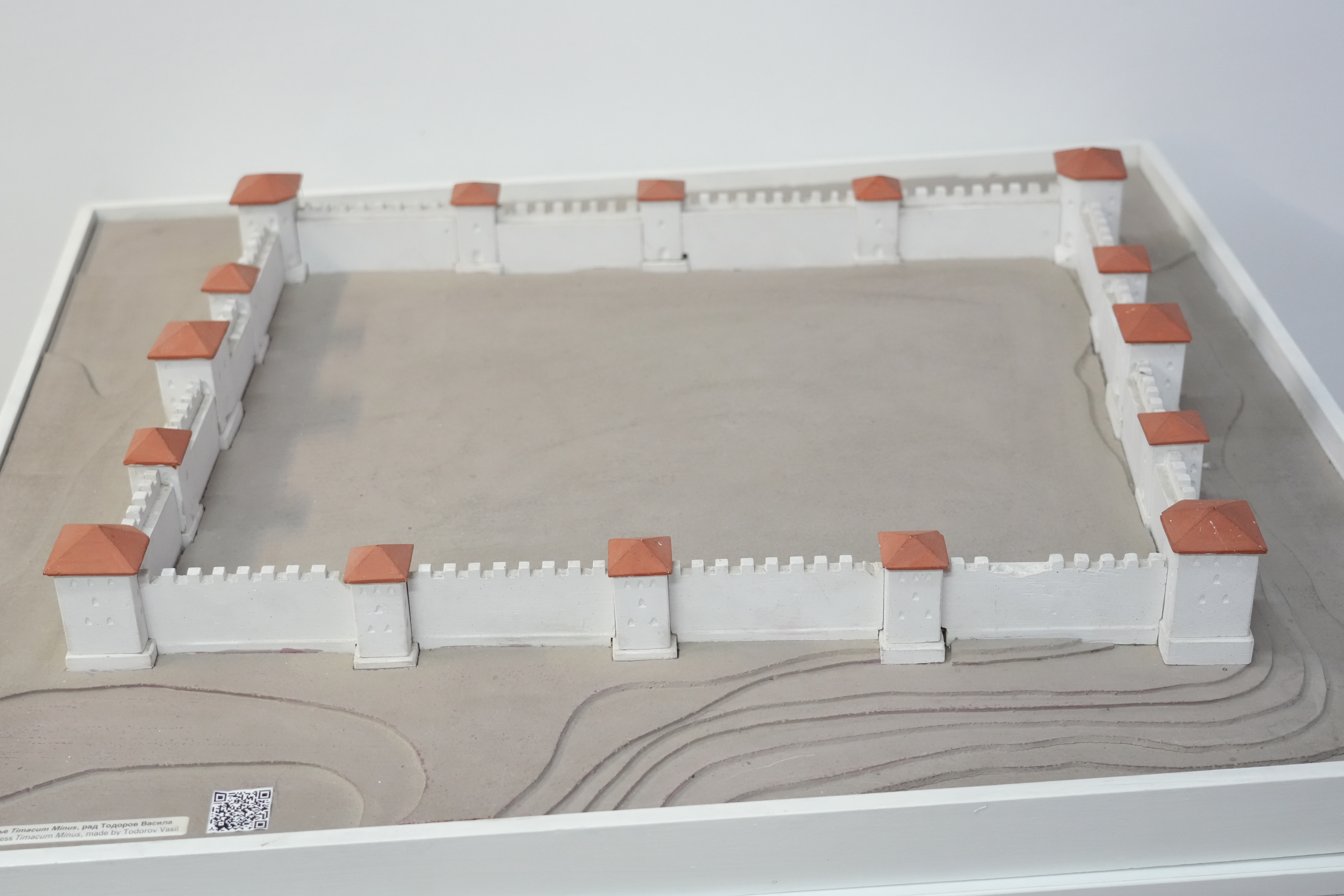